# All-New, All-Different Marvel
All-New, All-Different Marvel je označení komiksů vydávaných nakladatelstvím Marvel Comics, které označuje relaunch sérií vydávaných po eventu Secret Wars z května 2015. Až 65 sérií se tímto dočkalo nového přečíslování a rozsáhlých změn v obsahu. Označení přestalo být používáno mezi říjnem a prosincem 2016, kdy se tituly po eventu Civil War II postupně vracely k označení Marvel NOW!, čímž došlo k novému relaunchi sérií.

## Historie vydání
Již v únoru 2015 bylo oznámeno, že po crossoveru Secret Wars bude ustaven nový marvelovský vesmír, který zkombinuje univerza „616 Universe“ a „1610 Ultimate Universe“. Relaunch dostal název All-New, All-Different Avengers a nahradil kontinuitu Marvel NOW!.
Slavné postavy touto změnou dosáhly obrovských změn. Například v nové sérii All-New, All-Different Avengers Vol. 1 tvořili známý tým Avegners hrdinové Iron Man (Tony Stark), Captain America (Sam Wilson), Vision, Thor (Jane Fosterová), Ms. Marvel (Kamala Khanová), Nova (Sam Alexander) a Spider-Man (Miles Morales). V All-New Hawkeye Vol. 2 nosí identitu Hawkeye kromě Clinta Bartona i Kate Bishopová. V All-New Inhumans tvoří nový tým Crystal, Gorgon, Flint, Naja a Grid. V All-New Wolverine Vol. 1 nosí identitu Wolverina, místo Logana, Laura Kinneyová. V All-New X-Men Vol. 2 tým X-Menů tvoří vedle stálic Beasta (Hank McCoy), Angela (Warren Worthington III) a Icemana (Bobby Drake), také Wolverine (Laura Kinneyová), Genesis (Evan Sabahnur), Oya (Idie Okonkwo) a Pickles. Zatímco v komiksu Amazing Spider-Man Vol. 4 je znovu Peter Parker, v Spider-Man Vol. 2 roli přebral Miles Morales. V roli Kapitána Ameriky po změnách v Marvel NOW! pokračoval Sam Wilson ve vlastní sérii Captain America: Sam Wilson. V sérii Totally Awesome Hulk Vol. 1 se novým Hulkem stal Amadeus Cho. A změn bylo ještě mnohem víc.
Na podzim 2016 se tituly, po událostech v eventu Civil War II, vrátily k označení Marvel NOW!.

## Série a autoři
| Název titulu                        | Autorský tým                                                  | Zdroje |
| ----------------------------------- | ------------------------------------------------------------- | ------ |
| A-Force Vol. 2                      | G. Willow Wilson (scenárista), Jorge Molina (kreslíř)         | [ 2 ]  |
| Agents of S.H.I.E.L.D.              | Marc Guggenheim (S), German Peralta (K)                       | [ 3 ]  |
| All-New, All-Different Avengers     | Mark Waid (S), Mahmud Asrar a Adam Kubert (K)                 |        |
| All-New Hawkeye Vol. 2              | Jeff Lemire (S), Ramon Perez (K)                              | [ 3 ]  |
| All-New Inhumans                    | Charles Soule a James Asmus (S), Stefano Caselli (K)          | [ 4 ]  |
| All-New Wolverine                   | Tom Taylor (S), David Lopez (K)                               | [ 3 ]  |
| All-New X-Men Vol. 2                | Dennis Hopeless (S), Mark Bagley (K)                          | [ 5 ]  |
| The Amazing Spider-Man Vol. 4       | Dan Slott (S), Giuseppe Camuncoli (K)                         | [ 6 ]  |
| Angela: Queen of Hel                | Marguerite Bennett (S), Kim Jacinto and Stephanie Hans (A)    | [ 3 ]  |
| Astonishing Ant-Man                 | Nick Spencer (S), Ramon Rosanas (K)                           | [ 7 ]  |
| Black Knight Vol. 4                 | Frank Tieri (S), Luca Pizzari (K)                             | [ 8 ]  |
| Black Panther Vol. 6                | Ta-Nehisi Coates (S), Brian Stelfreeze (K)                    | [ 9 ]  |
| Black Widow Vol. 6                  | Mark Waid (S), Chris Samnee (K)                               | [ 10 ] |
| Captain America: Sam Wilson         | Nick Spencer (W), Daniel Acuña (A)                            | [ 3 ]  |
| Captain America: Steve Rogers       | Nick Spencer (W), Jesus Saiz (A)                              | [ 11 ] |
| Captain Marvel Vol. 9               | Tara Butters and Michele Fazekas (W), Kris Anka (A)           | [ 12 ] |
| Carnage Vol. 2                      | Gerry Conway (W), Mike Perkins (A)                            | [ 3 ]  |
| Contest of Champions                | Al Ewing (W), Paco Medina (A)                                 | [ 13 ] |
| Daredevil Vol. 5                    | Charles Soule (W), Ron Garney (A)                             | [ 3 ]  |
| Deadpool Vol. 4                     | Gerry Duggan (W), Mike Hawthorne (A)                          | [ 3 ]  |
| Deadpool and the Mercs for Money    | Cullen Bunn (W), Salva Espin (A)                              | [ 14 ] |
| Doctor Strange Vol. 4               | Jason Aaron (W), Chris Bachalo (A)                            | [ 15 ] |
| Drax                                | CM Punk and Cullen Bunn (W), Scott Hepburn (A)                | [ 3 ]  |
| Extraordinary X-Men                 | Jeff Lemire (W), Humberto Ramos (A)                           | [ 16 ] |
| Gamora                              | Nicole Perlman (W), Francesco Mattina (A)                     |        |
| Guardians of the Galaxy Vol. 4      | Brian Michael Bendis (W), Valerio Schitti (A)                 | [ 3 ]  |
| Guardians of Infinity               | Dan Abnett (W), Carlo Barberi (A)                             | [ 17 ] |
| Gwenpool                            | Christopher Hastings (W), GuriHiru (A)                        | [ 18 ] |
| Hercules Vol. 4                     | Dan Abnett (W), Luke Ross (A)                                 | [ 19 ] |
| Howard the Duck Vol. 6              | Chip Zdarsky (W), Joe Quinones (A)                            | [ 3 ]  |
| Howling Commandos of S.H.I.E.L.D    | Frank Barbiere (W), Bren Schoonover (A)                       | [ 3 ]  |
| Hyperion                            | Chuck Wendig (W), Nik Virella (A)                             | [ 20 ] |
| Illuminati                          | Josh Williamson (W), Shawn Crystal (A)                        | [ 3 ]  |
| International Iron Man              | Brian Michael Bendis (W), Alex Maleev (A)                     | [ 21 ] |
| Invincible Iron Man Vol. 2          | Brian Michael Bendis (W), David Marquez (A)                   | [ 22 ] |
| Karnak                              | Warren Ellis (W), Gerardo Zaffino (A)                         | [ 3 ]  |
| The Mighty Thor Vol. 2              | Jason Aaron (W), Russell Dauterman (A)                        | [ 3 ]  |
| Mockingbird                         | Chelsea Cain (W)), Kate Niemczyk (A)                          | [ 23 ] |
| Moon Girl and Devil Dinosaur        | Amy Reeder and Brandon Montclare (W), Natacha Bustos (A)      | [ 24 ] |
| Moon Knight Vol. 6                  | Jeff Lemire (W), Greg Smallwood (A)                           | [ 25 ] |
| Ms. Marvel Vol. 4                   | G. Willow Wilson (W), Takeshi Miyazawa and Adrian Alphona (A) | [ 3 ]  |
| New Avengers Vol. 4                 | Al Ewing (W), Gerardo Sandoval (A)                            | [ 3 ]  |
| Nighthawk Vol. 2                    | David Walker (W), Brandon Schultz (A)                         | [ 26 ] |
| Nova Vol. 6                         | Sean Ryan (W), Cory Smith (A)                                 | [ 3 ]  |
| Old Man Logan Vol. 2                | Jeff Lemire (W), Andrea Sorrentino (A)                        | [ 3 ]  |
| Patsy Walker A.K.A Hellcat          | Kate Leth (W), Brittney Williams (A)                          | [ 27 ] |
| Power Man and Iron Fist Vol. 3      | David Walker (W), Sanford Greene (A)                          | [ 28 ] |
| Punisher Vol. 11                    | Becky Cloonan (W), Steve Dillon (A)                           | [ 21 ] |
| Red Wolf Vol. 2                     | Nathan Edmondson (W), Dalibor Talajić (A)                     | [ 29 ] |
| Rocket Raccoon and Groot            | Skottie Young (W), Felipe Andrade (A)                         | [ 30 ] |
| Scarlet Witch Vol. 2                | James Robinson (W), rotating artists                          | [ 3 ]  |
| Silk Vol. 2                         | Robbie Thompson (W), Stacey Lee (A)                           | [ 3 ]  |
| Silver Surfer Vol. 8                | Dan Slott (W), Mike Allred (A)                                | [ 31 ] |
| Spider-Gwen Vol. 2                  | Jason Latour (W), Robbi Rodriguez (A)                         | [ 32 ] |
| Spider-Man Vol. 2                   | Brian Michael Bendis (W), Sara Pichelli (A)                   | [ 33 ] |
| Spider-Man 2099 Vol. 3              | Peter David (W), Will Sliney (A)                              | [ 3 ]  |
| Spider-Man/Deadpool                 | Joe Kelly (W), Ed McGuiness (A)                               | [ 34 ] |
| Spider-Woman Vol. 6                 | Dennis Hopeless (W), Javier Rodriguez (A)                     | [ 3 ]  |
| Spidey                              | Robbie Thompson (W), Nick Bradshaw (A)                        | [ 35 ] |
| Squadron Supreme Vol. 4             | James Robinson (W), Leonard Kirk (A)                          | [ 36 ] |
| Star-Lord Vol. 2                    | Sam Humphries (W), Javier Garron (A)                          | [ 3 ]  |
| Starbrand and Nightmask             | Greg Weisman (W), Dominike Stanton (A)                        | [ 37 ] |
| Totally Awesome Hulk                | Greg Pak (W), Frank Cho (A)                                   | [ 38 ] |
| Thunderbolts Vol. 4                 | Jim Zub (W), Jon Malin (A)                                    | [ 39 ] |
| Ultimates Vol. 4                    | Al Ewing (W), Kenneth Rocafort (A)                            | [ 3 ]  |
| The Unbeatable Squirrel Girl Vol. 2 | Ryan North (W), Erica Henderson (A)                           | [ 35 ] |
| Uncanny Avengers Vol. 3             | Gerry Duggan (W), Ryan Stegman (A)                            | [ 3 ]  |
| Uncanny Inhumans                    | Charles Soule (W), Steve McNiven (A)                          | [ 40 ] |
| Uncanny X-Men Vol. 4                | Cullen Bunn (W), Greg Land (A)                                | [ 3 ]  |
| Venom: Spaceknight                  | Robbie Thompson (W), Ariel Olivetti (A)                       | [ 3 ]  |
| The Vision Vol. 3                   | Tom King (W), Gabriel Hernandez Walta (A)                     | [ 41 ] |
| Web Warriors                        | Mike Costa (W), David Bildeon (A)                             | [ 3 ]  |
| Weirdworld Vol. 2                   | Sam Humphries (W), Mike Del Mundo (A)                         | [ 42 ] |
| X-Men '92 Vol. 2                    | Chris Sims (W), Chad Bowers (W), Alti Firmansyah (A)          | [ 43 ] |
| X-Men: Worst X-Man Ever             | Max Bemis (W), Michael Walsh (A)                              | [ 21 ] |

- Poznámka – W = Writer (scenárista), A = Artist (kreslíř).